# Hof (Familienname)
Hof ist ein deutscher Familienname.

## Herkunft und Bedeutung
Hof ist ein Wohnstättenname.

## Varianten
- Hoff[1]

## Namensträger
- Anni Geiger-Hof (1897–1995), deutsche Schriftstellerin
- Arend Van ’t Hof (* 1933), niederländischer Radrennfahrer
- Bernd Hof (* 1945), deutscher Wirtschaftswissenschaftler und Hochschullehrer
- Dorothea von Hof (1458–1501), deutsche Patrizierin und Schreiberin
- Erich Hof (1936–1995), österreichischer Fußballspieler
- Frank Hof (* 1961), deutscher Regisseur
- Gert Hof (1951–2012), deutscher Künstler (Installationen, Regisseur)
- Hans-Joachim Hof (* 1975), deutscher Informatiker und Professor
- Herman van ’t Hof (1903–1980), niederländischer Boxer
- Jasper van ’t Hof (* 1947), niederländischer Jazz-Pianist und Keyboarder
- Jennifer Hof (* 1991), deutsches Mannequin und Fotomodell
- Karl Hof (1889–1960), deutscher Landtagsabgeordneter
- Marjolijn Hof (* 1956), niederländische Kinder- und Jugendbuchautorin
- Natalie Hof Ramos (* 1986), deutsche Moderatorin und Pokerspielerin
- Nikolaus Hof, deutscher Musiker
- Norbert Hof (1944–2020), österreichischer Fußballspieler
- Otto Hof (1902–1980), deutscher evangelischer Theologe
- Robert Van’t Hof (* 1959), US-amerikanischer Tennisspieler
- Thomas Hof (Künstler) (1958–2011), österreichischer Maler
- Tobias Hof (* 1979), deutscher Historiker
- Willy Hof (1880–1956), deutscher Industrieller und Verkehrsplaner
- Wim Hof (* 1959), niederländischer Rekordhalter im Ertragen extremer Kälte